# Hutchinson (Kansas)
Hutchinson is een plaats (city) in de Amerikaanse staat Kansas, en valt bestuurlijk gezien onder Reno County.

## Demografie
Bij de volkstelling in 2000 werd het aantal inwoners vastgesteld op 40.787.
In 2006 is het aantal inwoners door het United States Census Bureau geschat op 41.085, een stijging van 298 (0.7%).

## Geografie
Volgens het United States Census Bureau beslaat de plaats een oppervlakte van
54,9 km², waarvan 54,7 km² land en 0,2 km² water. Hutchinson ligt op ongeveer 468 m boven zeeniveau.

## Gasexplosie
Op 17 januari 2001 lekte 143 m3 samengeperst aardgas uit het nabijgelegen opslagveld Yaggy. Hierop volgde een explosie in het centrum van de stad die twee bedrijven verwoeste en 26 beschadigde. Tijdens een explosie op de dag erna in een woonwagenpark kwamen twee mensen om het leven. De nationale garde van Kansas hielp om delen van de stad te evacueren en een team van specialisten zocht de hele stad door naar lekken.

## Geboren in Hutchinson
- Wesley Brown (1907-2012), rechter
- Murry Wilson (1917-1973), songwriter en producer
- Aneta Corsaut (1933-1995), actrice
- Pat Klous (1948), actrice

## Plaatsen in de nabije omgeving
De onderstaande figuur toont nabijgelegen plaatsen in een straal van 20 km rond Hutchinson.